# Municipio de Lake Alice
El municipio de Lake Alice (en inglés: Lake Alice Township) es un municipio ubicado en el condado de Hubbard en el estado estadounidense de Minnesota. En el año 2010 tenía una población de 93 habitantes y una densidad poblacional de 1,03 personas por km².

## Geografía
El municipio de Lake Alice se encuentra ubicado en las coordenadas 47°11′50″N 95°7′27″O / 47.19722, -95.12417. Según la Oficina del Censo de los Estados Unidos, el municipio tiene una superficie total de 89.92 km², de la cual 87,7 km² corresponden a tierra firme y (2,47 %) 2,22 km² es agua.

## Demografía
Según el censo de 2010, había 93 personas residiendo en el municipio de Lake Alice. La densidad de población era de 1,03 hab./km². De los 93 habitantes, el municipio de Lake Alice estaba compuesto por el 91,4 % blancos, el 5,38 % eran amerindios, el 1,08 % eran asiáticos y el 2,15 % eran de una mezcla de razas. Del total de la población el 10,75 % eran hispanos o latinos de cualquier raza.